# Скромное предложение

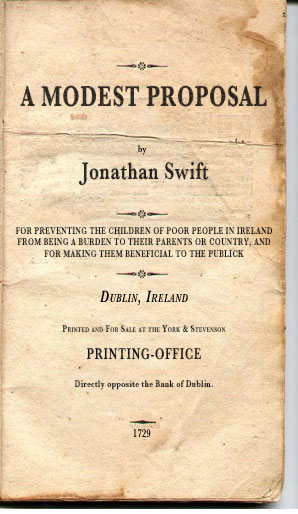
Первое издание памфлета 1729 года

«Скромное предложение, имеющее целью не допустить, чтобы дети бедняков в Ирландии были в тягость своим родителям или своей родине, и, напротив, сделать их полезными для общества» (англ. A Modest Proposal: For Preventing the Children of Poor People in Ireland from Being a Burden to Their Parents or Country, and for Making Them Beneficial to the Public) — анонимно изданный в 1729 году сатирический памфлет Джонатана Свифта с предложением продавать детей ирландских бедняков для употребления в пищу представителями высших слоёв английского общества. Его название стало в английском языке крылатой фразой. Русский перевод Б. В. Томашевского впервые издан в 1955 году.

## Содержание
Памфлет, написанный от имени озабоченного общественным благом прожектёра и принятый некоторыми современниками за чистую монету, появился на волне захлестнувшей Англию после вторжений Стюартов неприязни к «папистам» (к которым относили и ирландцев). Языком, которым скотовладельцу подобало бы рассказывать о своём имуществе, автор со всей серьёзностью расписывает бедственное положение обнищавших ирландцев. Предлагаемое им решение шокирующе нетривиально:

Один очень образованный американец, с которым я познакомился в Лондоне, уверял меня, что маленький здоровый годовалый младенец, за которым был надлежащий уход, представляет собою в высшей степени восхитительное, питательное и полезное для здоровья кушанье, независимо от того, приготовлено оно в тушёном, жареном, печёном или варёном виде. Я не сомневаюсь, что он также превосходно подойдёт и для фрикасе или рагу.
Иными словами, детей бедняков предлагается продавать в качестве деликатеса для стола представителей того класса, к которому принадлежит сам автор. Далее изложены рецепты приготовления младенцев в пищу и калькуляции, доказывающие экономические выгоды от осуществления подобного предложения. В качестве оборотной стороны автор предвидит обезлюдение Ирландии, но альтернативные варианты решения проблемы с ходу отметает из-за их неэффективности:

Я хотел бы, чтобы читатель обратил внимание на то, что я предназначаю моё средство исключительно для королевства Ирландии, а не для какого-либо иного государства, которое когда-нибудь существовало, существует и сможет существовать на земле. Поэтому пусть мне не говорят о других средствах, как, например, наложить на проживающих за границей налог в 5 шиллингов на каждый заработанный фунт стерлингов, покупать одежду и мебель, сделанные только из отечественных материалов и на отечественных мануфактурах, полностью отказаться от всего, на чём основано развитие у нас иностранной роскоши или что ему способствует, излечить наших женщин от расточительности, связанной с гордостью, тщеславием, праздностью и игрой в карты, развить стремление к бережливости, благоразумию и умеренности, научить граждан любви к своей Родине, ибо её у нас не хватает, и этим мы отличаемся даже от лапландцев и обитателей Топинамбу, прекратить нашу вражду и внутрипартийные раздоры, и впредь не поступать как евреи, которые убивали друг друга даже в тот самый момент, когда враги ворвались в их город; быть несколько более осторожными и не продавать своей страны и своей совести за чечевичную похлёбку, возбудить в помещиках хотя бы в малейшей степени чувство милосердия по отношению к своим арендаторам и, наконец, внушить нашим торговцам дух честности, трудолюбия и предприимчивости. <…> Поэтому, повторяю, пусть никто не говорит мне об этих и подобных им мерах, пока ему не блеснёт, по крайней мере, луч надежды на то, что когда-нибудь будет сделана честная и искренняя попытка претворить эти меры в жизнь.

## Подоплёка
Свифт, как и подобало писателю эпохи классицизма, стремился продолжать традиции латинской сатиры. Подобно тому, как «Путешествия Гулливера» наследуют «Правдивой истории» Лукиана, «Скромное предложение» примыкает к античной традиции Reductio ad absurdum, представленной, в частности, «Апологией» Тертуллиана.
Памфлет написан во время одного из крупных в истории Ирландии неурожаев картофеля, который привёл к голоду. Несмотря на вымирание целых селений, английское правительство не предприняло никаких мер, а, напротив, и дальше продолжало препятствовать развитию земледелия Ирландии, опасаясь возможной конкуренции ирландского хлеба. В 1729 году в стране было больше 34 000 нищих. Известны случаи, когда обнищавшие крестьяне калечили своих детей, чтобы вызвать к ним жалость и так спасти от голодной смерти.
Джордж Витковский основную мишень свифтовской сатиры увидел в тех реформаторах, которые рассматривают людей как объекты, тем самым приравнивая их к товарам. Эдмунд Уилсон уподобил эту сторону свифтовского памфлета Марксову доказательству полезности преступности в качестве регулятора численности населения.
Принимая в своём трактате нарочито деловитый тон, Свифт мрачно вышучивал многочисленных прожектёров, которые на заре эры Просвещения предлагали исцелить язвы общества с помощью того или иного нехитрого рецепта. Скажем, предлагалось создать акционерное общество для управления нищими и бродягами. В подтверждение своей правоты авторы таких инициатив пускались (подобно автору «Скромного предложения») в длинные математические и статистические выкладки.
«Скромное предложение» — одно из самых ярких проявлений жёлчного пессимизма, с которым Свифт смотрел на своих современников и человечество в целом.